# Linycus annulicornis
Linycus annulicornis là một loài tò vò trong họ Ichneumonidae.